# Rosalia lesnei
Rosalia lesnei là một loài bọ cánh cứng trong họ Cerambycidae.